# St. Urban (Ottmarsbocholt)

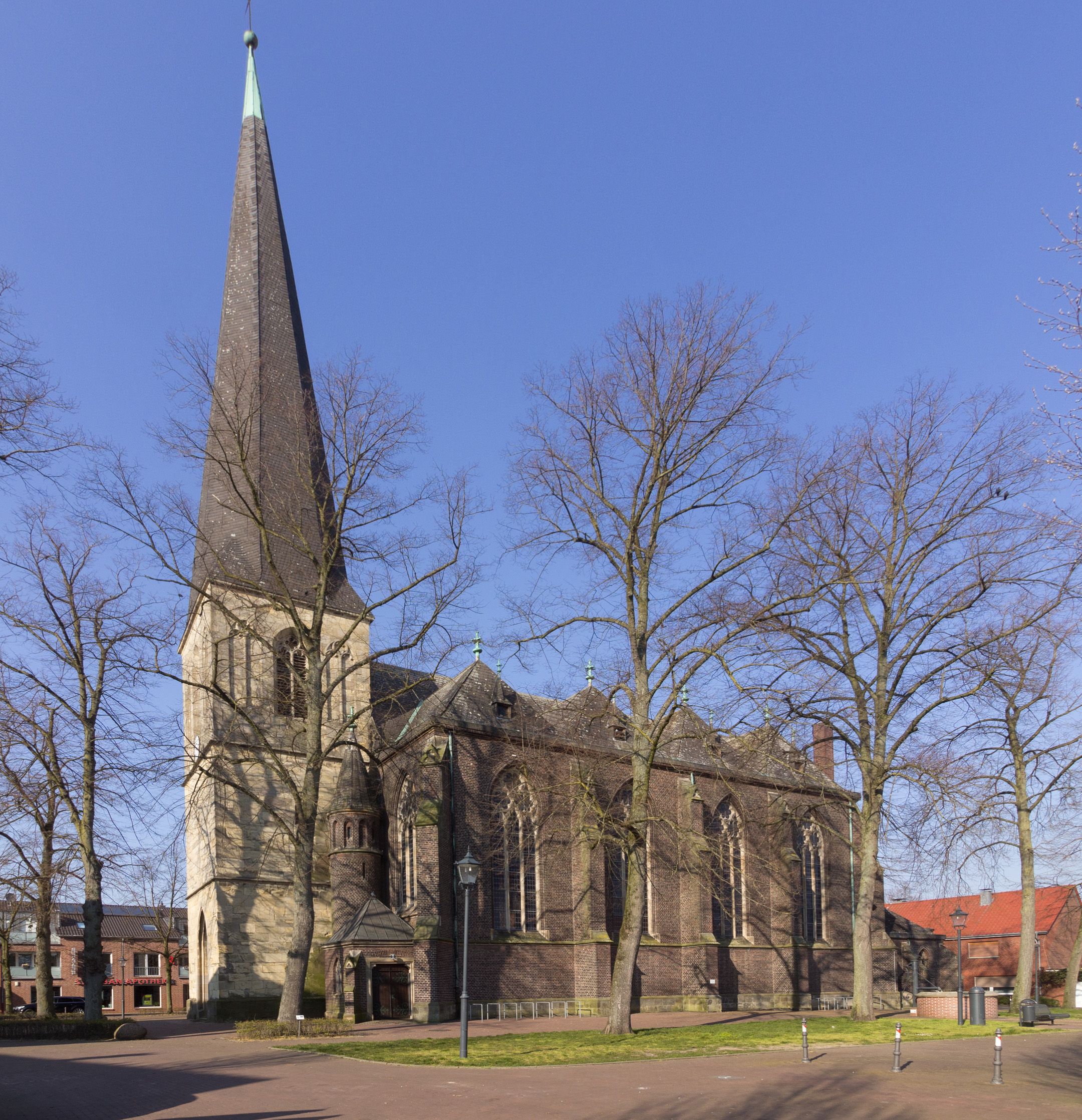
St. Urban, Ottmarsbocholt

Die katholische Filialkirche St. Urban ist ein denkmalgeschütztes Kirchengebäude in Ottmarsbocholt, einem Ortsteil von Senden im Kreis Coesfeld (Nordrhein-Westfalen).
Sie ist Teil der Pfarrei St. Laurentius Senden.

## Geschichte und Architektur
Die Kirche wurde erstmals 1188 im Güterverzeichnis des Grafen von Dale als curia Oetemarsesbucholte urkundlich erwähnt. Kirchenpatron ist der heilige Papst Urban I. Die einstige Pfarrkirche gehört seit 2011 zur Pfarrei St. Laurentius Senden/Westf. Über das erste Kirchengebäude ist ebenso wenig bekannt wie über eventuelle weitere Vorgängerbauten zur gotischen Kirche, die zugunsten der heutigen abgerissen wurde. Die erste oder eine spätere Kirche war auf ein Fundament aus Findlingen gegründet. Der dreigeschossige Turm in Werkstein ist mit 1481 bezeichnet. Er ist mit einem hohen, spitzen Helm versehen. 1481 wurde auch eine einschiffige gotische Kirche aus Baumberger Sandstein erbaut, sie ist die Vorgängerkirche der heutigen, von 1887 bis 1889 erbauten, dreischiffigen neugotischen Hallenkirche. Die Säulen der neuen Kirche stehen auf den Fundamenten der Außenmauern der alten Kirche. Die Kirche, ein lichtdurchfluteter Sakralraum, wurde nach Plänen des Münsteraner Architekten August Hanemann in Ziegeln und mit Werkstein errichtet. Sie wurde am 9. Juni 1891 durch Bischof Hermann Jakob Dingelstadt geweiht.
Bedeutendstes Ausstattungsstück ist das Triumphkreuz mit einem um 1280 (oder Ende des 14. Jahrhunderts.) aus Eiche geschnitzten Korpus (Kruzifix). Der unbekannte Künstler (vermutlich aus Münster) wird in der Kunstgeschichte „Meister des Ottmarsbocholter Kruzifixus“ genannt. Das Kreuz stammt aus der alten Kirche, wurde nach deren Barockisierung in die örtliche „Overbecksche Kapelle“ verbracht und ist dann – mit erneuerten/ergänzten Balken – in die nun neugotischen Kirche zurückgekehrt.

## Orgel
Die Orgel wurde 1888 vom Orgelbauer Friedrich Fleiter (Münster) in einem neugotischen Gehäuse erbaut, unter Wiederverwendung von Pfeifenmaterial der Vorgängerorgel von 1764. Das Instrument hat 22 Register auf zwei Manualen und Pedal. Die Spiel- und Registertrakturen sind mechanisch. Auffallend ist die Ähnlichkeit der Disposition mit anderen Fleiterorgeln aus dieser Zeit, etwa mit der Orgel der St.-Mauritz-Kirche in Münster.
| I Positiv C–f3 |                 |    |   |
| 1.             | Geigenprincipal | 8′ |   |
| 2.             | Liebl. Gedackt  | 8′ | H |
| 3.             | Salicional      | 8′ |   |
| 4.             | Flauto dolce    | 4′ |   |
| 5.             | Violino         | 4′ | H |
| 6.             | Waldflöte       | 2′ |   |

| II Hauptwerk C–f3 |            |       |   |
| 7.                | Principal  | 8′    |   |
| 8.                | Bordun     | 16′   |   |
| 9.                | Hohlflöte  | 8′    | H |
| 10.               | Gambe      | 8′    |   |
| 11.               | Oktave     | 4′    | H |
| 12.               | Quinte     | 2 ⁄3′ | H |
| 13.               | Rohrflöte  | 4′    |   |
| 14.               | Oktave     | 2′    | H |
| 15.               | Mixtur III |       | H |
| 16.               | Trompete   | 8′    |   |

| III Pedalwerk C–f1 |           |     |
| 17.                | Subbaß    | 16′ |
| 18.                | Principal | 8′  |
| 19.                | Oktave    | 4′  |
| 20.                | Posaune   | 16′ |
| 21.                | Trompete  | 8′  |
| 22.                | Clairon   | 4′  |

- Koppeln: I/II, II/P
- Anmerkung

H = Historisches Register von 1764

## Glocken
St. Urban besitzt ein beeindruckendes fünfstimmiges Geläut, das in der Tonfolge d′ – f′ – g′ – b′ – c″ erklingt. Glocke IV wurde 1557, Glocke I 1601 und Glocke II 1784 gegossen. Die Glocken III und V entstanden 1956 durch die münstersche Gießerei Feldmann & Marschel.

## Belege
1. ↑  Pfarrei St. Laurentius Senden/Westf.
2. ↑  Art. Senden (Ottmarsbocholt) St. Urban. In: Ulrich Menkhaus (Red.): Das Bistum Münster. Bd. 3: Die Pfarrgemeinden. Regensberg, Münster 1993, S. 339–340, hier S. 340.
3. ↑  Ludwig Schreiner: Architektur des 19. und 20. Jahrhunderts. In: Wilhelm Kohl (Hrsg.): Westfälische Geschichte, Bd. 2: Das 19. und 20. Jahrhundert. Politik und Kultur. Schwann, Düsseldorf 1983, ISBN 3-590-34212-9, S. 431–488, hier S. 476.
4. ↑  Handbuch der deutschen Kunstdenkmäler, Nordrhein-Westfalen. Band 2: Westfalen. Deutscher Kunstverlag, München, Berlin 1969, S. 436.
5. ↑  Nähere Informationen zur Orgel (Memento des Originals vom 9. Juli 2010 im Internet Archive)  Info: Der Archivlink wurde automatisch eingesetzt und noch nicht geprüft. Bitte prüfe Original- und Archivlink gemäß Anleitung und entferne dann diesen Hinweis.

Koordinaten: 51° 49′ 22″ N, 7° 32′ 30″ O